# 勞拉·史彭斯事件
勞拉·史彭斯事件（Laura Spence Affair）發生於2000年。當時英國牛津大學拒絕錄取一位來自公立學校的優異學生，因時任英國財政大臣的白高敦介入而高度政治化。此案於因當事人澄清後才告終。

## 背景
這次風波的主角叫羅拉·史賓斯（音譯），她在英格蘭東北部北泰因賽德一所叫Monkseaton High School的公立學校就讀。她在英國中學會考中考獲10優成績。在1999年，她申請牛津大學莫德林學院就讀醫學，並預測自己在翌年英國高考中取得全優成績。，而史賓斯亦是當年唯一一位申請「牛劍」（即牛津大學及劍橋大學）的學生。但當莫德林學院在面試後決定不予取錄，原因為找不到她的潛質。因此有傳言指莫德林學院方面有精英主義，歧視公立學校的學生。

## 事件政治化
而事件高度政治化的原因，是由於時任財政大臣白高敦的介入。白高敦在一次公開發言，批評牛津大學搞精英主義，並認為史賓斯是受「牛津守舊的面試制度」所歧視。而史賓斯所屬學校的班主任亦認同歧視一說。但不少政客認為白高敦的指摘毫無根據，和利用史賓斯是不光采的事。

## 牛津大學回應
面對白高敦的指摘，牛津大學先後多次否認在取錄學生有歧視成分。

## 當事人回應
事件的主角史賓斯於2001年接受訪問回應事件，她認同牛津校方不取錄她是應該的，因為她在面試中的表現確實表現不足。對白高敦就此事的評論，她認為白高敦引用她的例子並不完美。

## 事件結局
史賓斯於牛津大學拒絕取錄她的同一年獲哈佛大學取錄修讀生物科技，並在2004年完成在哈佛大學的學業，她並鼓勵英國學生往美國讀書。，在返回英國後，她再次申請讀醫，但今次選擇了劍橋大學並獲取錄。
2008年10月25日，史賓斯從劍橋大學沃爾森學院取得醫學學士學位，校方稱她以優異成績畢業。

## 和該事件相似的事件
- 2003年布里斯托大學學生取錄風波，布里斯托大學發生類似醜聞。